# Anna Ancher
Pour les articles homonymes, voir Ancher.
Anna Ancher, née le 18 août 1859 à Skagen et morte le 15 avril 1935 dans la même ville, est une peintre danoise associée aux peintres de Skagen. Elle est la seule artiste de ce groupe née et élevée à Skagen, et la seule femme peintre du groupe,.
Elle a été l'épouse d'un autre membre de ce groupe, le peintre Michael Ancher.

## Biographie

### Enfance et jeunesse

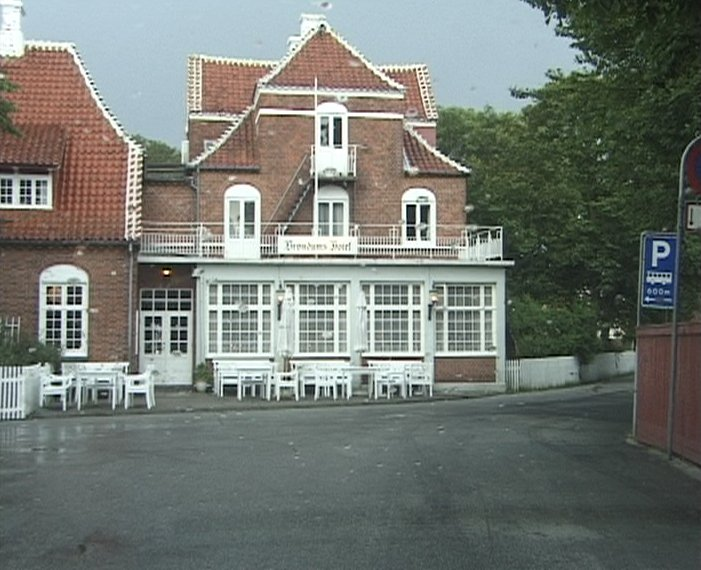
Hôtel Brøndums, Skagen, Danemark

Anna Brøndum était la cinquième des six enfants d'Erik Brøndum (1820-1890) et d'Ane Hedvig Brøndum, née Møller (1826-1916). Elle a conservé toute sa vie une relation très étroite avec ses frères et sœurs ainsi qu'avec ses cousines Henriette et Martha Møller. De nombreuses lettres écrites par l'artiste à Martha ont été conservées, elles ne contiennent que peu d'indications sur son enfance et sa jeunesse. L'artiste a raconté quelques souvenirs d'enfance dans un court article de 1911. C'est surtout le lien profond à sa mère qu'elle respectait beaucoup qui retient l'attention. Ane Hedvig Brøndum était une femme très croyante qui amenait régulièrement ses filles à l'église et leur lisait la Bible tous les soirs.
Erik et Ane Brøndum tenaient un magasin et l'unique auberge de Skagen. C'est là que sont venus dans les années 1870, particulièrement en été quelques artistes de l'Académie royale des arts de Copenhague. La visite  en 1874 du peintre Karl Madsen (1855–1958), plus vieux de quelques années, est significative pour elle. Il s'est rendu plusieurs fois à Skagen ces années-là avec son camarade d'étude Michael Ancher (1849–1927), né à Bornholm. Dès la première année, Anna a eu une relation particulière avec Michael Ancher. Ils se fiancent en 1877 puis se marient en 1880 et ont leur fille Helga en 1883.
Les parents ont accepté d'envoyer leur fille à Copenhague pour se former à la peinture, les hivers 1875 à 1878.

## Carrière
Anna Ancher était considérée comme l'une des grandes artistes picturales danoises en vertu de ses capacités de peintre de personnages et de coloriste. Son art a trouvé son expression dans la percée moderne de l'art nordique vers une représentation plus véridique de la réalité, par exemple dans Blue Ane (1882) et The Girl in the Kitchen (1883-1886).

### Style
Ancher préférait peindre des intérieurs et des thèmes simples tirés de la vie quotidienne des habitants de Skagen, en particulier les pêcheurs, les femmes et les enfants. Elle était intensément préoccupée par l'exploration de la lumière et de la couleur, comme dans Intérieur avec clématites (1913). Elle a également créé des compositions plus complexes, comme A Funeral (1891). Les œuvres d'Anna Ancher ont souvent été la représentation de l'art danois à l'étranger. Ancher est connue pour avoir représenté dans ses œuvres des civils de la colonie artistique de Skagen, notamment une vieille femme aveugle.
Anna Ancher a été saluée pour son tableau intitulé Sørg (1902), qui représente une femme blonde aux cheveux longs et nue sur un côté de l'œuvre, une croix funéraire au milieu et une femme pieuse plus âgée drapée dans des vêtements noirs. Le contexte religieux de cette peinture pourrait être lié à la propre éducation religieuse d'Ancher. Sa représentation du nu féminin est unique pour l'époque, étant donné que cette femme n'est pas ouvertement sexualisée et créée uniquement comme un objet pour le regard masculin, comme c'était le cas pour les peintures contemporaines de nus féminins. L'universitaire Alice R. Price affirme que cette peinture reflète la position d'Ancher en tant que femme de foi vivant dans le style de vie bohème traditionnel des artistes, ce que Price interprète comme l'indication d'un conflit intérieur permanent pour l'artiste.

### Reconnaissance
Elle a exposé ses œuvres au Palais des Beaux-Arts lors de l'Exposition universelle de 1893 à Chicago (Illinois), aux États-Unis. Elle a reçu la médaille Ingenio et Arti en 1913 et le prix Tagea Brandt Rejselegat en 1924.
En 2018, Ancher a été intégrée à l'exposition Femmes à Paris 1850-1900.

## Quelques œuvres d'Anna Ancher

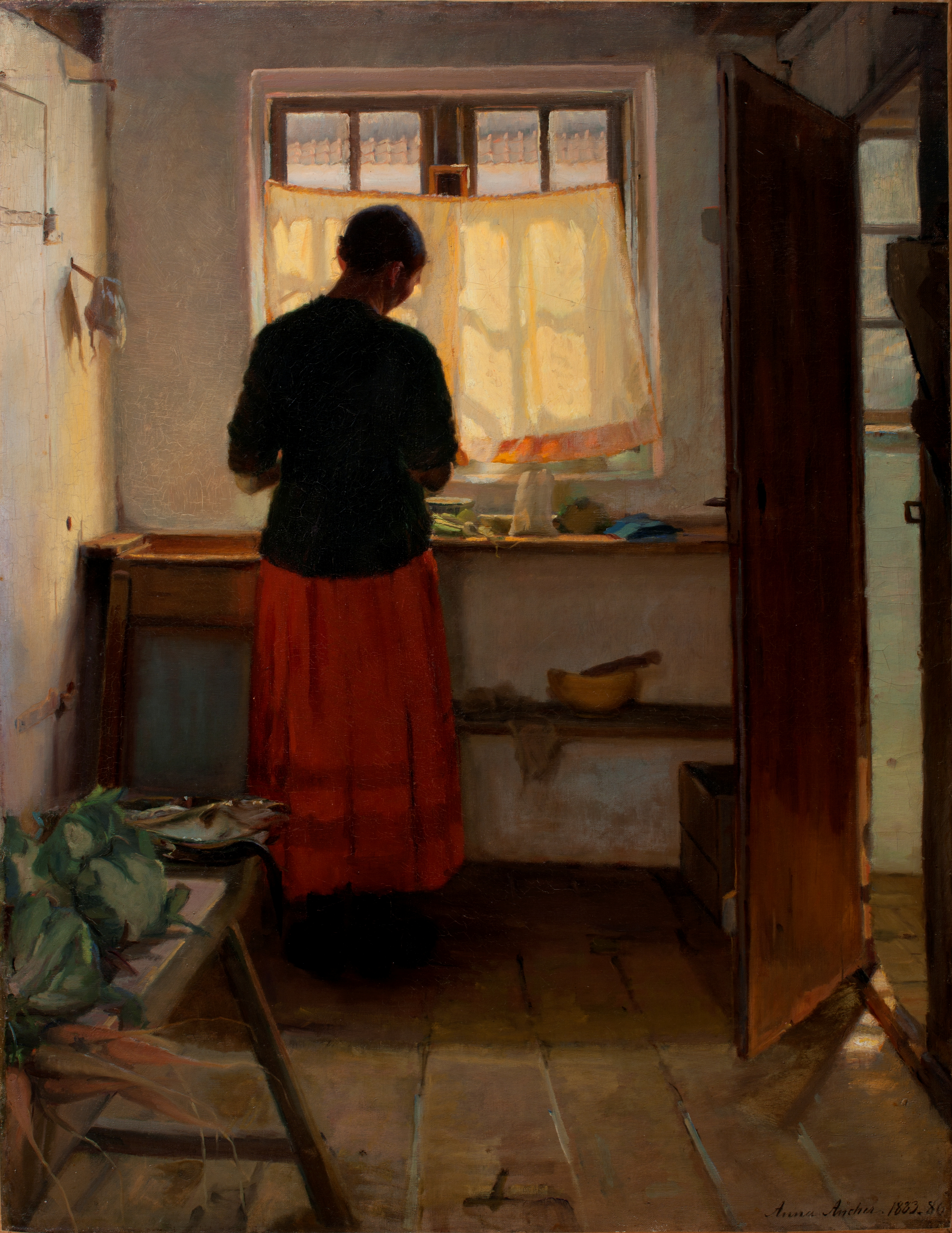
Fille dans la cuisine, entre 1883 et 1886, (Collection Hirschsprung, Copenhague, Danemark).
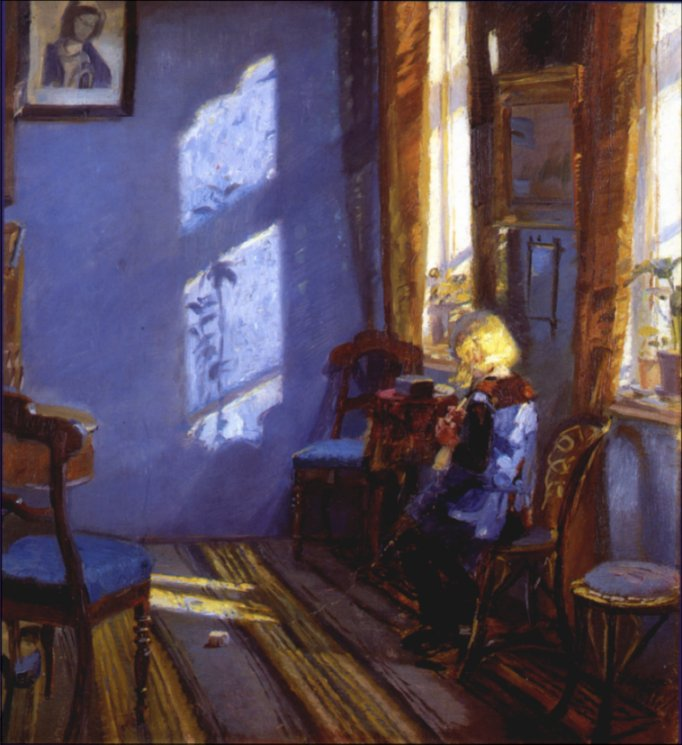
Rayon de soleil dans la pièce bleue, 1891 (Skagen Museum, Skagen, Danemark).
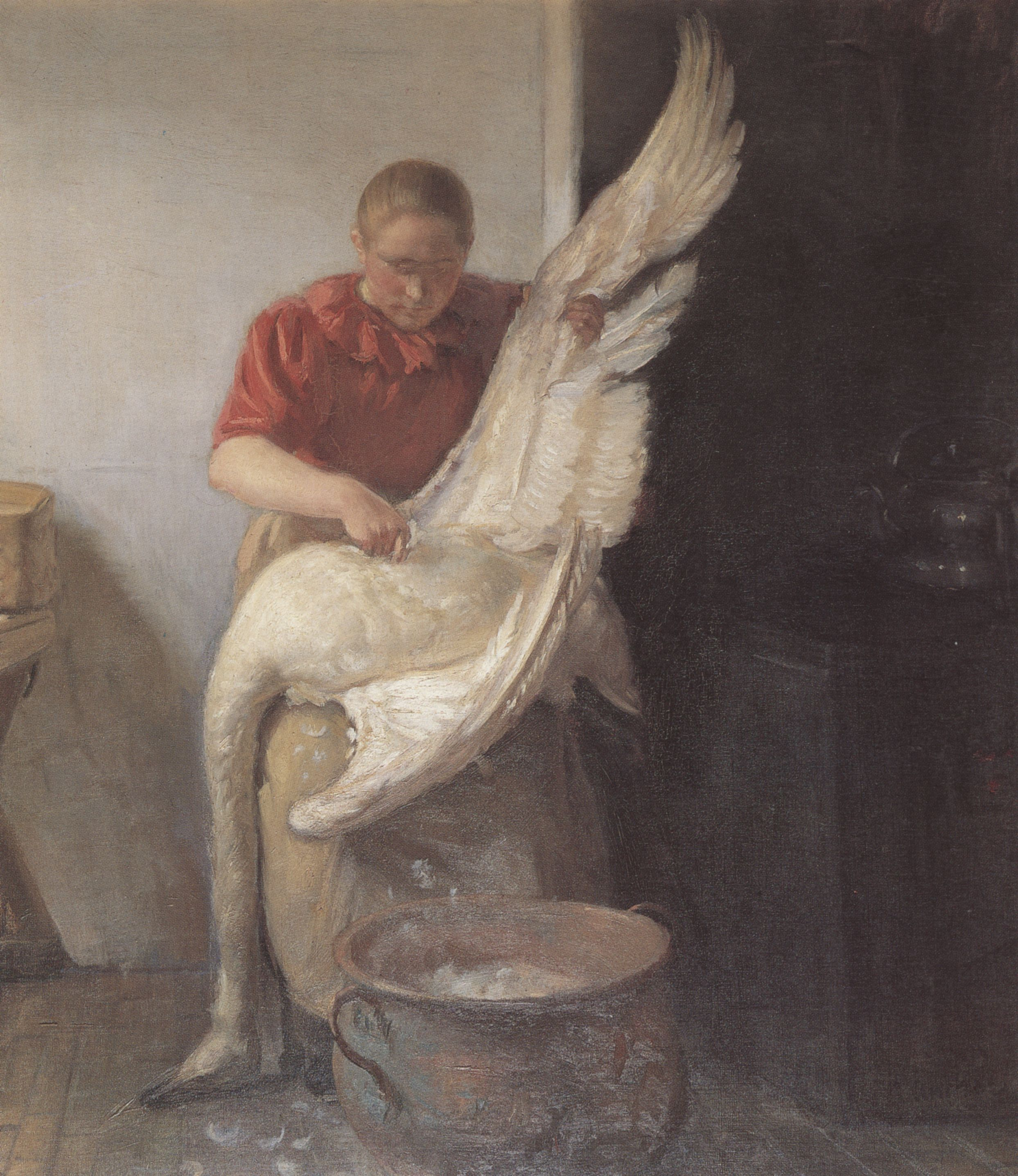
Jeune fille plumant un cygne, 1900 (Nordjyllands Kunst Museum, Aalborg, Danemark).
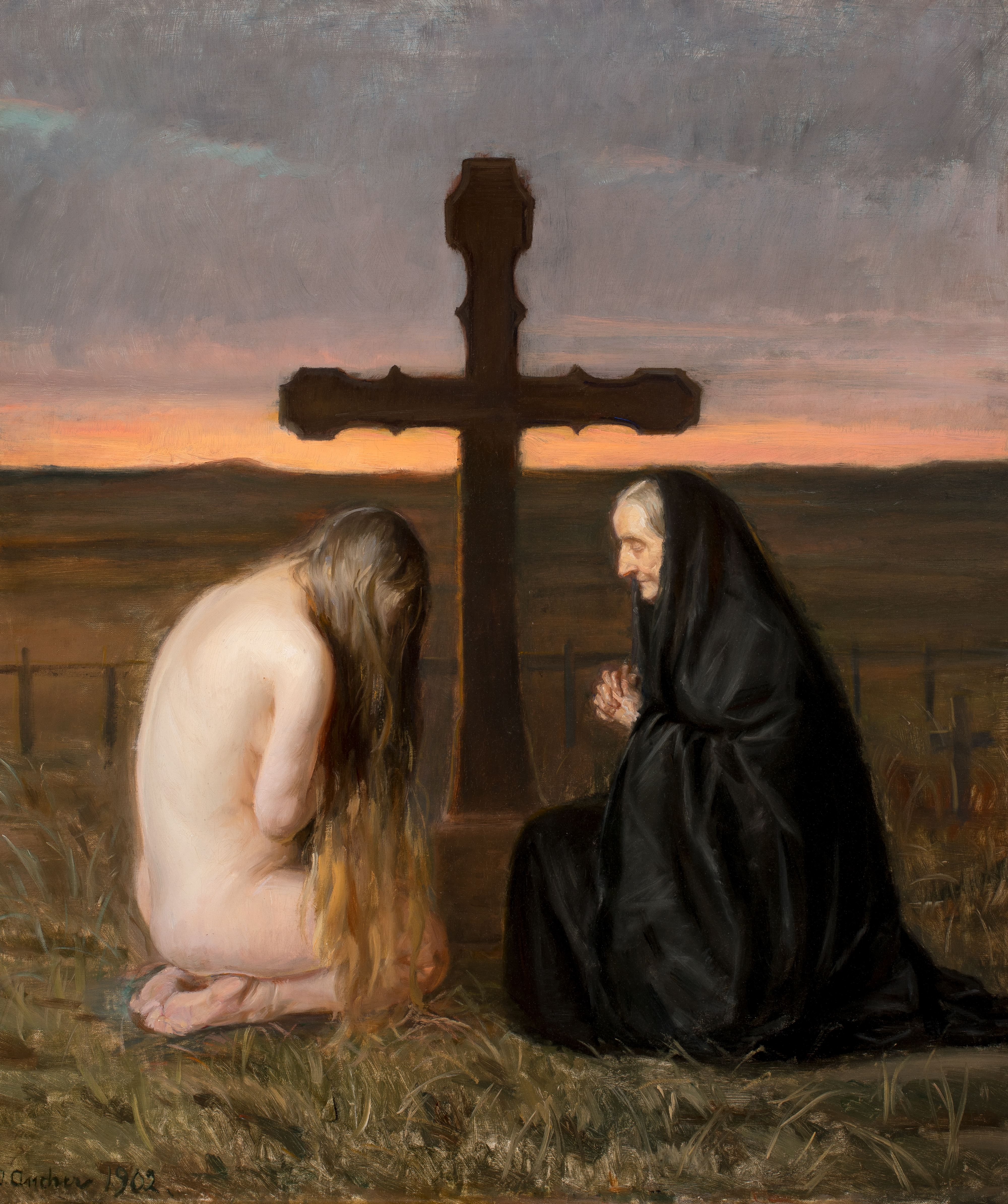
Sørg (Grief), 1902 (Skagen Museum, Skagen, Danemark).